# Revolutions (альбом Blind Channel)
Revolutions (с англ. — «Революции») — дебютный альбом финской рок-группы Blind Channel, который был выпущен 1 октября 2016 года. Запись началась в октябре 2015 года при помощи одного из самых успешных продюсеров Финляндии Йонаса Олссона (Amorphis, Poisonblack, Robin) и была окончена год спустя. По итогу группа объявила, что альбом будет состоять из одиннадцати песен, одна из которых является кавер-версией популярного хита Эда Ширана «Don’t». Альбом получил в целом положительные отзывы, а такие финские издания как Soundi и Kaaoszine высоко оценили его.

## Синглы
Первый сингл с альбом под названием «Unforgiving» был представлен 12 июня 2015 года, а позже перезаписан официально добавлен в список композиций альбома. 29 сентября того же года Blind Channel выпустили кавер-версию песни «Don’t», которая прозвучала на многих радиостанциях не только в Финляндии, но и за рубежом.
19 февраля 2016 года был выпущен сингл «Darker Than Black», релиз которого сопровождался видеоклипом, снятым при поддержке лейбла Ranka Kustannus. 22 июня того же года группа представила сингл «Deja Fu» и видеоклип на эту песню. Съёмками занимался Теему Халметойя (Teemu Halmetoja), а сам видеоролик представлял из себя подборку с выступлений группы на фестивалях и концертах 2016 года. Последний сингл «Enemy for Me» был представлен незадолго до выхода альбома — его релиз состоялся 16 сентября 2016 года.

## Список композиций
Слова и музыка всех песен — участниками Blind Channel..
| №   | Название                        | Длительность |
| --- | ------------------------------- | ------------ |
| 1.  | «Bullet (With Your Name On It)» | 3:37         |
| 2.  | «Darker Than Black»             | 3:33         |
| 3.  | «Enemy For Me»                  | 3:21         |
| 4.  | «Pitfalls»                      | 3:28         |
| 5.  | «Deja Fu»                       | 3:33         |
| 6.  | «Hold On To Hopeless»           | 3:42         |
| 7.  | «What's Wrong»                  | 3:32         |
| 8.  | «My Revolution»                 | 3:24         |
| 9.  | «Another Sun»                   | 3:29         |
| 10. | «Unforgiving»                   | 3:39         |
| 11. | «Don’t» (Ed Sheeran Cover)      | 3:36         |

## Участники записи
- Йоэль Хокка — вокал, гитара
- Нико Моиланен — вокал
- Йоонас Порко — гитара, бэк-вокал
- Олли Матела — бас-гитара
- Томми Лалли — ударные